# Нидерланды на летних Олимпийских играх 1936
Нидерланды были представлены на летних Олимпийских играх 1936 года 165 спортсменами (145 мужчин, 20 женщин), выступившими в состязаниях по 15 видам спорта. Нидерландская сборная завоевала 17 медалей (6 золотых, 4 серебряных и 7 бронзовых), что вывело её на 9 место в неофициальном командном зачёте.

## Медалисты
| Медаль  | Спортсмен                                                          | Вид спорта                  | Дисциплина                                   |
| ------- | ------------------------------------------------------------------ | --------------------------- | -------------------------------------------- |
| Золото  | Ари ван Влит                                                       | Велоспорт                   | Мужчины, гит с места на 1000 м               |
| Золото  | Ри Мастенбрук                                                      | Плавание                    | Женщины, 100 м вольным стилем                |
| Золото  | Ри Мастенбрук                                                      | Плавание                    | Женщины, 400 м вольным стилем                |
| Золото  | Дина Сенфф                                                         | Плавание                    | Женщины, 100 м на спине                      |
| Золото  | Виллементье ден Ауден Ри Мастенбрук Йоханна Селбах Катарина Вагнер | Плавание                    | Женщины, эстафета 4×100 м вольным стилем     |
| Золото  | Дан Кагхелланд                                                     | Парусный спорт              | Класс «Олимпик»                              |
| Серебро | Ари ван Влит                                                       | Велоспорт                   | Мужчины, спринт на 1000 м                    |
| Серебро | Бернардюс Лене Хендрик Омс                                         | Велоспорт                   | Мужчины, тандем, 2000 м                      |
| Серебро | Ян де Брёйне Йохан Гретер Хенри ван Схайк                          | Конный спорт                | Командный конкур                             |
| Серебро | Ри Мастенбрук                                                      | Плавание                    | Женщины, 400 м на спине                      |
| Бронза  | Мартинюс Осендарп                                                  | Лёгкая атлетика             | Мужчины, 100 м                               |
| Бронза  | Мартинюс Осендарп                                                  | Лёгкая атлетика             | Мужчины, 200 м                               |
| Бронза  | Яап Крайер                                                         | Гребля на байдарках и каноэ | Мужчины, байдарки-одиночки, 1000 м           |
| Бронза  | Николас Татес Вим ван дер Крофт                                    | Гребля на байдарках и каноэ | Мужчины, байдарки-двойки, 1000 м             |
| Бронза  | Кес Вейдекоп Пит Вейдекоп                                          | Гребля на байдарках и каноэ | Мужчины, байдарки-двойки разборные, 10.000 м |
| Бронза  | Сборная                                                            | Хоккей на траве             | Мужчины                                      |
| Бронза  | Виллем де Врис Лентс Адрианюс Мас                                  | Парусный спорт              | Класс «Звёздный»                             |

## Результаты соревнований

### Академическая гребля
Соревнования в академической гребле на Играх 1936 года проходили с 11 по 14 августа. В следующий раунд из каждого заезда проходили несколько лучших экипажей (в зависимости от раунда и дисциплины). В финал выходили 6 сильнейших экипажей.
Мужчины
| Соревнование | Спортсмены            | Предварительный заезд | Предварительный заезд | Предварительный заезд | Отборочный заезд | Отборочный заезд | Отборочный заезд | Полуфинал            | Полуфинал            | Полуфинал            | Финал                 | Финал                 |
| Соревнование | Спортсмены            | Заезд                 | Время                 | Место                 | Заезд            | Время            | Место            | Заезд                | Время                | Место                | Время                 | Место                 |
| ------------ | --------------------- | --------------------- | --------------------- | --------------------- | ---------------- | ---------------- | ---------------- | -------------------- | -------------------- | -------------------- | --------------------- | --------------------- |
| одиночки     | Ханс тен Хаутен       | 1                     | 7:42,9                | 4                     | 2                | 7:48,6           | 3                | завершил выступление | завершил выступление | завершил выступление | завершил выступление  | завершил выступление  |
| двойки       | Ян Крамер Виллем Йенс | 1                     | 7:48,0                | 5                     | 3                | 9:25,4           | 2                | не проводится        | не проводится        | не проводится        | завершили выступление | завершили выступление |

## Интересные факты
- Самыми долгоживущими олимпийскими призёрами этой команды оставались два хоккеиста на траве Рене Спаренберг и Ханс Шнитгер, обладатели бронзовых медалей.